# Roland Alberg
Roland Romario Alberg (Hoorn, 6 agosto 1990) è un ex calciatore olandese naturalizzato surinamese, di ruolo centrocampista.

## Biografia
È zio di Lorenzo Ebecilio.

## Carriera

### Club
Debutta il 5 agosto 2011 nella sconfitta in casa per 0-2 contro il Feyenoord Rotterdam venendo sostituito al 90' da Mick van Buren.
Segna i suoi primi due gol nella partita di KNVB Beker contro l'Excelsior '31 vinta in trasferta per 0-5.
Il 4 febbraio del 2016 viene acquistato dal Philadelphia Union dove firma un contratto fino al 2018, squadra militante nella MLS. Il 22 giugno realizza la sua prima tripletta in carriera nella vittoria casalinga per 4-3 contro i Chicago Fire.

### Nazionale
Dopo aver giocato nelle nazionali giovanili olandesi Under-18 ed Under-20 ha giocato nella nazionale maggiore del Suriname.

## Statistiche

### Presenze e reti nei club
| Stagione        | Club            | Campionato      | Campionato | Campionato | Coppe nazionali | Coppe nazionali | Coppe nazionali | Coppe continentali | Coppe continentali | Coppe continentali | Supercoppe | Supercoppe | Supercoppe | Totale | Totale |
| Stagione        | Club            | Comp            | Pres       | Reti       | Comp            | Pres            | Reti            | Comp               | Pres               | Reti               | Comp       | Pres       | Reti       | Pres   | Reti   |
| --------------- | --------------- | --------------- | ---------- | ---------- | --------------- | --------------- | --------------- | ------------------ | ------------------ | ------------------ | ---------- | ---------- | ---------- | ------ | ------ |
| gen.-giu. 2021  | Hyderabad       | ISL             | 8          | 1          | -               | -               | -               | -                  | -                  | -                  | -          | -          | -          | 8      | 1      |
| Totale Carriera | Totale Carriera | Totale Carriera | 8          | 1          |                 | 0               | 0               |                    | -                  | -                  |            | -          | -          | 8      | 1      |

### Cronologia presenze e reti in nazionale
| Cronologia completa delle presenze e delle reti in nazionale ― Suriname | Cronologia completa delle presenze e delle reti in nazionale ― Suriname | Cronologia completa delle presenze e delle reti in nazionale ― Suriname | Cronologia completa delle presenze e delle reti in nazionale ― Suriname | Cronologia completa delle presenze e delle reti in nazionale ― Suriname | Cronologia completa delle presenze e delle reti in nazionale ― Suriname | Cronologia completa delle presenze e delle reti in nazionale ― Suriname | Cronologia completa delle presenze e delle reti in nazionale ― Suriname |
| Data                                                                    | Città                                                                   | In casa                                                                 | Risultato                                                               | Ospiti                                                                  | Competizione                                                            | Reti                                                                    | Note                                                                    |
| ----------------------------------------------------------------------- | ----------------------------------------------------------------------- | ----------------------------------------------------------------------- | ----------------------------------------------------------------------- | ----------------------------------------------------------------------- | ----------------------------------------------------------------------- | ----------------------------------------------------------------------- | ----------------------------------------------------------------------- |
| 24-3-2021                                                               | Paramaribo                                                              | Suriname                                                                | 3 – 0                                                                   | Isole Cayman                                                            | Qual. Mondiali 2022                                                     | -                                                                       | 87’                                                                     |
| 28-3-2021                                                               | Bradenton                                                               | Aruba                                                                   | 0 – 6                                                                   | Suriname                                                                | Qual. Mondiali 2022                                                     | 1                                                                       | 46’                                                                     |
| 20-7-2021                                                               | Houston                                                                 | Suriname                                                                | 2 – 1                                                                   | Guadalupa                                                               | Gold Cup 2021 - 1º turno                                                | -                                                                       | 57’ 78’                                                                 |
| Totale                                                                  |                                                                         | Presenze                                                                | 3                                                                       |                                                                         | Reti                                                                    | 1                                                                       |                                                                         |